# Шула
Шула — река в России, протекает по Ярославской области между Ростовом и Борисоглебским. Длина реки — 20 км, площадь водосборного бассейна — 73,2 км².
Исток находится между деревнями Коскиным и Рождественным. Течёт в основном на северо-восток. На берегу находятся деревни Красново, Борушка и Свагуново. В нижнем течении естественное русло спрямлено мелиоративными работами и в реку выходит множество осушительных канав. Устье реки находится в 43 км по правому берегу реки Устье.

## Данные водного реестра
По данным государственного водного реестра России относится к Верхневолжскому бассейновому округу, водохозяйственный участок реки — Волга от Рыбинского гидроузла до города Костромы, без реки Костромы от истока до водомерного поста у деревни Исады, речной подбассейн реки — Волга ниже Рыбинского водохранилища до впадения Оки. Речной бассейн реки — (Верхняя) Волга до Куйбышевского водохранилища (без бассейна Оки).
Код объекта в государственном водном реестре — 08010300212110000010811.